# Trichodiadema imitans
Trichodiadema imitans är en isörtsväxtart som beskrevs av L. Bol. Trichodiadema imitans ingår i släktet Trichodiadema och familjen isörtsväxter. Inga underarter finns listade i Catalogue of Life.